# Airline Tycoon
Airline Tycoon es un videojuego en el que tienes que diseñar tu propia compañía aérea. Ahí podrás diseñar tus aviones, tu personal, tus instalaciones, etc. Tendrás que controlar todos los vuelos.
El juego fue desarrollado por Spellbound y publicado por Infogrames en el año 1998.